# Airolo
Airolo is een gemeente in het Zwitserse kanton Ticino.
De gemeente is gelegen in het westelijkste deel van het Valle Leventina. Tot de gemeente behoren naast de hoofdplaats Airolo ook de dorpen Valle, Madrano, Brugnasco, Fontana, Nante en de onbewoonde kernen Albinasca en Bedrina.
Airolo is gelegen aan de zuidelijke ingang van de belangrijke Gotthard-spoorwegtunnel, waardoor de spoorlijn Bazel-Chiasso voert, en de Gotthard-wegtunnel voor de autosnelweg A2. Het is tevens het beginpunt van de weg die via de 2108 meter hoge Sint-Gotthard-pas naar Andermatt in het kanton Uri leidt. Ten noorden van de plaats opent zich het onbewoonde Valle Canaria. 's Winters kan er op de hellingen van de Pizzo Mezzogiorno (2503 m) geskied en gelanglaufd worden, Airolo heeft 30 kilometer piste. In het zomerseizoen trekt de plaats veel bergwandelaars aan.
Vanuit Airolo gaat een weg in westelijke richting naar de 2478 meter hoge Nufenenpas (Italiaans Passo Novena), de hoogste geheel in Zwitserland gelegen, pasweg.

## Geboren
- Giuseppe Motta (1871-1940), Zwitsers politicus